# Equus (film)
Pour les articles homonymes, voir Equus.
Pour plus de détails, voir Fiche technique et Distribution.
Equus est un film américano-britannique réalisé par Sidney Lumet et sorti en 1977. Il s'agit d'une adaptation de la pièce de théâtre du même nom de Peter Shaffer.

## Synopsis
À la demande de la cour de justice, le psychiatre Martin Dysart enquête sur un acte cruel. Dans une étable d'Hampshire en Angleterre, les yeux de six chevaux ont été crevés. Cette atrocité a été commise par un adolescent de 17 ans, Alan Strang, avec qui il est difficile d'entrer en contact. Interrogés par le médecin, les parents du jeune Strang révèlent peu à peu des faits et comportements très singuliers.

## Fiche technique
Sauf indication contraire, les informations mentionnées dans cette section peuvent être confirmées par la base de données cinématographiques IMDb,  présente dans la section « Liens externes ».
- Titre original et français : Equus
- Réalisation : Sidney Lumet
- Scénario : Peter Shaffer, d'après sa pièce Equus
- Musique : Richard Rodney Bennett
- Direction artistique : Simon Holland
- Décors et costumes : Tony Walton
- Photographie : Oswald Morris
- Montage : John Victor-Smith
- Production : Elliott Kastner, Lester Persky et Denis Holt
- Société de production : Persky-Bright Productions et Winkast Film Productions
- Distribution : United Artists (États-Unis), MGM Home Entertainment (France) (DVD)
- Pays de production :  États-Unis
- Format : Couleurs - son mono
- Genre : drame
- Durée : 137 minutes
- Dates de sortie :
  - États-Unis : 16 octobre 1977
  - France : 22 mars 1978
- Affiche : Jouineau Bourduge (France)

## Distribution
- Richard Burton (VF : André Falcon) : Martin Dysart
- Peter Firth : Alan Strang
- Colin Blakely : Frank Strang
- Joan Plowright : Dora Strang
- Harry Andrews (VF : André Valmy) : Harry Dalton
- Eileen Atkins : Hesther Saloman
- Jenny Agutter (VF : Sylvie Feit) : Jill Mason
- Kate Reid : Margaret Dysart
- John Wyman : Horseman
- Elva Mai Hoover : Miss Raintree
- Ken James : M. Pearce
- Patrick Brymer : le patient à l'hôpital

## Production
Le tournage a lieu en Ontario (Toronto, Cinespace Film Studios, Georgetown, ...). Le film a été réalisé avec de vrais chevaux pour obtenir des effets de réalisme pur[réf. nécessaire].

## Distinctions

### Récompenses
- BAFTA Awards 1978 :
  - BAFTA de la meilleure actrice dans un second rôle remporté par Jenny Agutter

### Nominations
- Oscars 1978 :
  - Meilleur acteur (Richard Burton)
  - Meilleur second rôle masculin (Peter Firth)
  - Meilleur scénario adapté
- Golden Globes 1978 :
  - Meilleur acteur dans un film dramatique (Richard Burton)
  - Meilleur acteur dans un second rôle (Peter Firth)
- BAFTA Awards 1978 :
  - Meilleure actrice dans un second rôle (Joan Plowright)
  - Meilleur acteur dans un second rôle (Colin Blakely)
  - Meilleur scénario (Peter Shaffer)
  - Meilleure musique de film (Richard Rodney Bennett)